# Trichosporon
Trichosporon — рід грибів, представники якого є дріжджами та дріжджоподібними грибами.
Trichosporon beigelii асоційована з білою п'єдрою (трихоспорією).
Trichosporon cutaneum раніше була відома як Oidium cutaneum.
Trichosporon mycotoxinvorans використовується для детоксифікації мікотоксинів.